# 가메야마역 (효고현)
가메야마역(일본어: 亀山駅, かめやまえき)은 일본 효고현 히메지시 가메야마 정에 있는 산요 전기철도 본선의 역이다. 역 번호는 SY 41이다.

## 역 구조
상대식 승강장 2면 2선의 지상역이다.
기계화 무인화(자동 개찰기・자동 매표기・자동 정산기・인터폰・감시 카메라・구내 방송 장치 등)이 도입되었는데, 관리역으로 인터폰으로 이야기하고 기기의 원격 조작도 일부 존재한다. 무인역이므로 역무원은 상주하지 않지만 정기적으로 순회한다.
역사는 고베 방면 승강장 시카마 방향에 있어 히메지 방면 승강장으로 가려면 지하 통로를 거쳐야 한다. 또한, 지하도 내에는 히메지 시립 시카마 고등학교 미술부 학생들의 손에 그린 벽화가 그려져 있다.

### 승강장
| 역사측 | ■ 본선(상행) | 시카마・아카시・산노미야 방면 |
| 반대측 | ■ 본선(하행) | 히메지 행                     |

## 역 주변
주택지 한가운데에 위치하고 있다.
- 가메야마혼토쿠지(가메야마 고보)
- 히메지 미나미 램프 - 히메지 바이패스(국도 제2호선)
- 히메지 중앙 병원

## 역사
- 1923년 8월 19일: 고베히메지 전기철도의 개통과 동시에 가메야마고보역으로 설치.
- 1927년 4월 1일: 고베히메지 전기철도가 우지가와 전기에 의한 합병으로 본 회사의 역이 됨.
- 1933년 6월 6일: 우지가와 전기 철도 부문이 분리되어 산요 전기철도의 역이 됨.
- 1944년 4월 1일: 전철 가메야마역으로 역명 변경.
- 1991년 4월 7일: 반탄 선(시카마코 선) 폐지에 따른 역명 정리에서 가메야마역으로 역명 변경.

## 사진

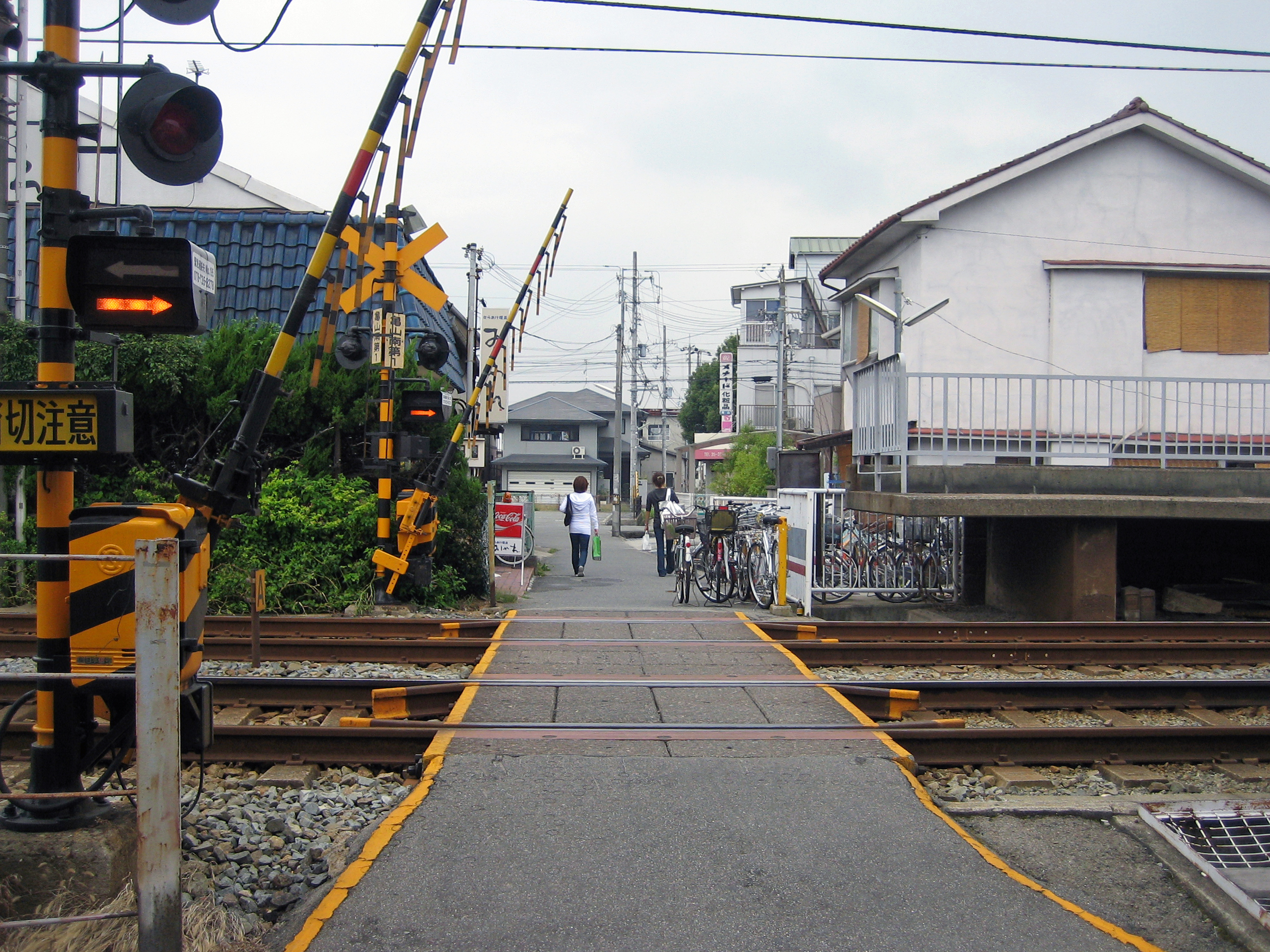
건널목

## 인접역
| 산요 전기철도 ■ 본선               | 산요 전기철도 ■ 본선 | 산요 전기철도 ■ 본선         |
| ---------------------------------- | -------------------- | ---------------------------- |
| SY 40 시카마 우메다・니시다이 방면 | ■ S특급 ■ 보통       | 데가라 SY 42 산요히메지 방면 |